# United States Marine Forces Europe and Africa

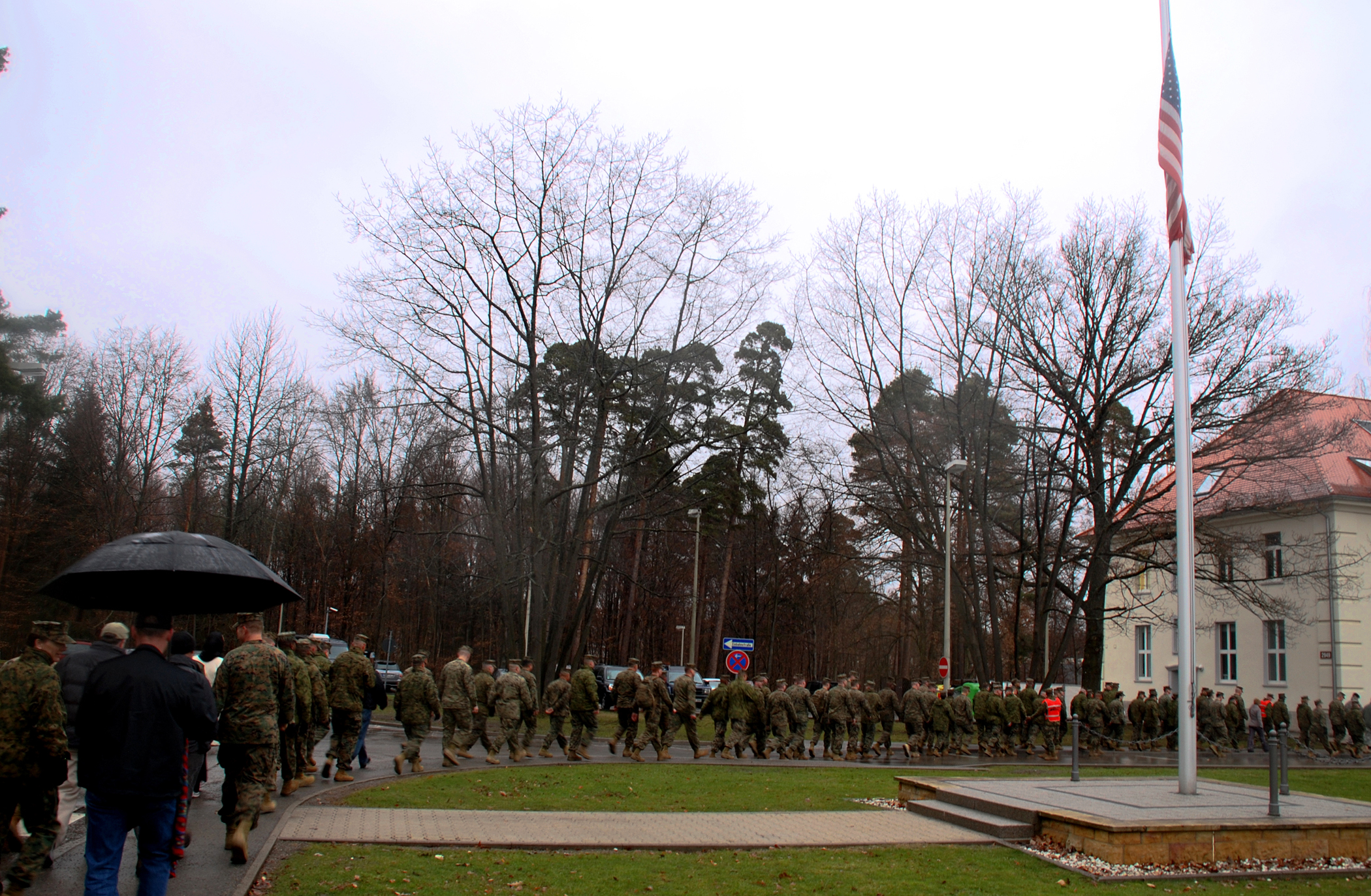
Soldaten der United States Marine Corps Forces Europe begehen den African American Black History Month

Die United States Marine Corps Forces Europe and Africa (MARFOREUR/AF) ist ein Komponentenkommando des US European Command (EUCOM) und des US Africa Command (AFRICOM), das sämtliche Einheiten des US Marine Corps in dessen regionalen Verantwortungsbereichen führt. Es ist in der Panzerkaserne in Böblingen in Deutschland stationiert. Kommandeur der MARFOREUR/AF ist Major General Tracy W. King.

## Geschichte
Im Februar 1980 wurde zwischen dem Commandant of the Marine Corps und dem Chief of Naval Operations die Truppenpräsenz beider Teilstreitkräfte in Europa in einem Memorandum neu geregelt. Bis dahin hatte das US Marine Corps (USMC) eine unterstützende Funktion innerhalb des Komponentenkommandos US Naval Forces Europe. Mit dem Inkrafttreten dieser Vereinbarung am 1. Juli 1980 wurde das Headquarters, Fleet Marine Force Europe, ein selbständiger 40 Mann umfassender Stab des USMC, als so genanntes designiertes Komponentenkommando eingerichtet mit Sitz in London, um als Führungsorgan für weitere, erst in einer Krisensituation dem EUCOM unterstellte, Verbände der Marines zu fungieren. Dieser Stab begann sofort mit der Ausarbeitung von Operationsplänen für die optimale Aufstockung und den Einsatz im Bedarfsfall.
Bis 1989 war der ständige Personalbestand der Marines in Europa auf 180 Mann angewachsen an 45 verschiedenen Standorten in 19 Ländern. Diese unterstützten NATO-Dienststellen, arbeiteten in EUCOM-Stäben, in Verbundkommandos und berieten nationale Kommandostellen. Dieses Personal war in verschiedenen Funktionen tätig, so als Militärattachés und Militärbeobachter bei den Vereinten Nationen auf diplomatischer Ebene oder als Verbindungsoffiziere und auch Ausbilder in militärischen Austauschprogrammen.

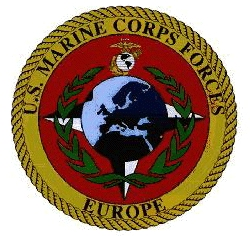
Früheres Emblem der United States Marine Forces Europe (MARFOREUR)

In der ersten Dekade seiner Existenz war das Headquarters, Fleet Marine Force Europe verantwortlich für den USMC-Anteil an den Operationen Provide Comfort, Just Cause, Provide Promise und Deny Flight sowie für die Verlegung von Kontingenten des USMC für die Operationen Desert Storm und Restore Hope des US Central Command.
Um die gewachsenen Aufgaben besser erfüllen zu können, wurde der Standort von London nach Böblingen bei Stuttgart verlegt, was am 8. November 1993 abgeschlossen war. Im Februar 1994 wurde das Kommando in Marine Forces Europe (MARFOREUR) umbenannt.
In den letzten Jahren hat das MARFOREUR in diversen Operationen und Manövern Einsatzmöglichkeiten entwickelt und in Krisenreaktionspläne für den Kommandeur des EUCOM ausgearbeitet. Nach der Ausführung einiger Operationen im Balkan und der Beteiligung am Kosovokrieg 1999 erreichte das Kommando volle Personalstärke und war von da an kein designiertes, sondern ein vollständiges Komponentenkommando neben den anderen vier des EUCOM.
Bis zur Einrichtung des US Africa Command 2007 war das MARFOREUR zuständig für die Evakuierung von Zivilisten auf dem afrikanischen Kontinent. Heute ist es maßgeblich an der Verbesserung der militärischen Zusammenarbeit und der Förderung von Allianzen mit den Nachfolgestaaten der ehemaligen Sowjetunion beteiligt.
Als Reaktion auf die Anschläge vom 11. September wurde das Kommando vollständig in den so genannten Krieg gegen den Terror eingebunden.

## Auftrag
Das MARFOREUR/AF führt als Komponentenkommando alle Einheiten des US Marine Corps im regionalen Verantwortungsbereich des EUCOM und AFRICOM. Es berät den Kommandeur des EUCOM und AFRICOM über den optimalen Einsatz der Teilstreitkraft, stellt deren Einsatzbereitschaft und Ausbildung sicher und ist zuständig für deren Operationsplanung und Truppenführung im Einsatz.

## Organisation
Das MARFOREUR/AF hat zurzeit eine Personalstärke von über 1.500 Marines, von denen etwa 100 im Hauptquartier in Böblingen dienen.
Unterstellte Einheiten:
- Teile der II. Marine Expeditionary Force
  - Teile der 2nd Marine Logistics Group (2. Unterstützungsgruppe)
  - Teile der 2nd Marine Division
  - Teile des 2nd Marine Aircraft Wing (2. Luftwaffengeschwader der Marines)
- Die Norway Air-Landed Marine Expeditionary Brigade (NALMEB), vorgeschobene Luftlande-Expeditionsbrigade Norwegen[4]